# Le Tremblay-Omonville
Le Tremblay-Omonville è un comune francese di 376 abitanti situato nel dipartimento dell'Eure nella regione della Normandia.

## Storia

### Simboli
I due leopardi d'oro in campo rosso sono l'emblema della Normandia; il pioppo tremulo (in francese tremble) ha assonanza con il nome del comune.

## Società

### Evoluzione demografica
Abitanti censiti